# Кетмонов, Хатамжон Абдурахманович
Кетмонов Хотамжон Абдурахмонович (узб. Ketmonov Xotamjon 
Abduraxmonovich; род. 22 мая 1969, УзССР, СССР) — политический деятель Узбекистана, председатель Народно-демократической партии Узбекистана.

## Биография
Родился в 1969 году в Балыкчинском районе Андижанской области.
В 1993 году окончил Андижанский государственный педагогический институт по специальности учитель русского языка и литературы.
Х. А. Кетмонов трудовую деятельность начал учителем школы № 28 Ташлакского района Ферганской области. С 1995 по 2004 год работал главным специалистом, заведующим отделом, заместителем начальника Управления народного образования Ферганской области, в 2004—2013 годах работал в должности заместителя хокима Андижанской области по связям с общественностью и религиозными организациями.
С 2013 года по настоящее время Х. А. Кетмонов является председателем Центрального Совета НДП Узбекистана.
По итогам выборов 21 декабря 2014 года Х. А. Кетмонов избран депутатом Законодательной палаты Олий Мажлиса Республики Узбекистан по Бозскому избирательному округу № 11. С января 2015 года он является также руководителем фракции НДПУ, заместителем Спикера Законодательной палаты Олий Мажлиса Республики Узбекистан.
17 сентября 2016 года выдвинут Центральным Советом НДПУ кандидатом на пост президента Узбекистана на досрочных президентских выборах, которые пройдут 4 декабря 2016 года.
Член НДП Узбекистана. На президентских выборах 2015 года является кандидатом от своей партии.

## Личная жизнь
Женат. Имеет троих детей.

## Награды
- Нагрудный знак «15-летие независимости Республики Узбекистан» (2006)
- Нагрудный знак «20-летие независимости Республики Узбекистан» (2011)
- Орден «Мехнат шухрати» (2018)[2]